# Эверетт, Уайнн
Уа́йнн Э́веретт (англ. Wynn Everett; род. 26 октября 1978, Атланта, Джорджия) — американская актриса.

## Жизнь и карьера
Уайнн Эверетт родилась в Атланте, штат Джорджия и закончила Обернский университет в Алабаме. С 30 мая 2004 года Эверетт замужем за актёром и продюсером Майклом Элбанезом. У супругов двое детей, их первенец родился в 2012 году.
Эверетт появилась в нескольких десятках телешоу, в числе которых были «C.S.I.: Место преступления», «Сверхъестественное», «Анатомия страсти» и «Морская полиция: Лос-Анджелес». В 2010 году она получила роль в пилоте TNT Bird Dog, но проект не имел успеха. Затем она взяла на себя малую второстепенную роль в сериале HBO «Новости», а в 2013 году получила регулярную роль жены героя Кристиана Слейтера в сериале ABC «Игры разума». Также появляется во втором сезоне телесериала "Агент Картер" (2016) в роли Уитни Фрост.

## Фильмография

### Телевидение
| Год       | Название на русском                   | Название на английском         | Роль                         | Примечания          |
| --------- | ------------------------------------- | ------------------------------ | ---------------------------- | ------------------- |
| 2005      | Королева экрана                       | Hope & Faith                   | Грейс                        | 3 эпизода           |
| 2006      | Закон и порядок: Преступное намерение | Law & Order: Criminal Intent   | Мэла Мэрсден                 | 1 эпизод            |
| 2009      | C.S.I.: Место преступления            | CSI: Crime Scene Investigation | Хэлли Донуэн                 | 1 эпизод            |
| 2009      | Детектив Раш                          | Cold Case                      | Диана Дрю '67                | 1 эпизод            |
| 2009      | Менталист                             | The Mentalist                  | Линдсей                      | 1 эпизод            |
| 2009      | Сверхъестественное                    | Supernatural                   | Амелия Новак                 | 1 эпизод            |
| 2009      | Валентайн                             | Valentine                      | Саммер Уэлен                 | 1 эпизод            |
| 2009      | В простом виде                        | In Plain Sight                 | Камила Эндрюс / Камила Эшмор | 1 эпизод            |
| 2009      | Кости                                 | Bones                          | Николь Дэфонте               | 1 эпизод            |
| 2010      | До смерти красива                     | Drop Dead Diva                 | Линдсей Портер               | 1 эпизод            |
| 2010      | Вне закона                            | Outlaw                         | Джессика Дэвис               | 1 эпизод            |
| 2010      | Анатомия страсти                      | Grey’s Anatomy                 | Кристи Корнелл               | 1 эпизод            |
| 2010      | Событие                               | The Event                      | Рэйчел                       | 3 эпизода           |
| 2011      | Морская полиция: Лос-Анджелес         | NCIS: Los Angeles              | Ариэль Древетт               | 1 эпизод            |
| 2011      |                                       | Bird Dog                       |                              | Пилот               |
| 2012      | Обитель лжи                           | House of Lies                  | Сюзанна Тайлер               | 1 эпизод            |
| 2013      | Вегас                                 | Vegas                          | Хэйзел                       | 1 эпизод            |
| 2012-2013 | Новости                               | The Newsroom                   | Тамара Харт                  | 14 эпизодов         |
| 2014      | Игры разума                           | Mind Games                     | Клэр Эдвардс                 | Регулярная роль     |
| 2016      | Агент Картер                          | Agent Carter                   | Уитни Фрост                  | Второстепенная роль |

### Фильмы
| Год  | Название на русском  | Название на английском          | Роль                | Примечания             |
| ---- | -------------------- | ------------------------------- | ------------------- | ---------------------- |
| 2004 | Корень               | Root                            | Девушка             | Короткометражный фильм |
| 2005 | Остриё копья         | End of the Spear                | Олив Флеминг Лифелд |                        |
| 2007 | В бреду              | Raving                          | Другая женщина      | Короткометражный фильм |
| 2007 | Жизнь как катастрофа | Trainwreck: My Life as an Idiot | Продавщица          |                        |
| 2007 | Война Чарли Уилсона  | Charlie Wilson’s War            | Портниха            |                        |
| 2008 | Коллектив            | The Collective                  | Джессика            |                        |
| 2008 |                      | The Company Man                 | Жена                | Короткометражный фильм |
| 2009 | Кража в музее        | The Maiden Heist                | Доцент              |                        |
| 2011 |                      | Fashionista                     | Эмили               | Короткометражный фильм |
| 2012 | Назад                | Backwards                       | Риба                |                        |